# Mesembrius amplintersitus
Mesembrius amplintersitus är en tvåvingeart som beskrevs av Huo, Ren och Zheng 2007. Mesembrius amplintersitus ingår i släktet Mesembrius och familjen blomflugor. Inga underarter finns listade i Catalogue of Life.